# 大坪镇 (镇安县)
大坪镇，是中华人民共和国陕西省商洛市镇安县下辖的一个乡镇级行政单位。
2015年，陕西省民政厅批复同意将原灵龙镇三义村划归大坪镇。

## 行政区划
大坪镇下辖以下地区：
红旗村、庙沟村、园山村、岩屋村、旗帜村、小河子村、芋园村、龙湾村、凤凰村、全胜村、白相村、龙池村和三义村。